# Peinture de bataille

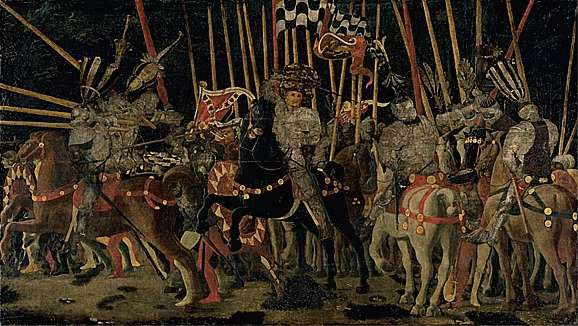
La Bataille de San Romano : La contre-attaque
de Micheletto da Cotignola (1455), Musée du Louvre, Paris

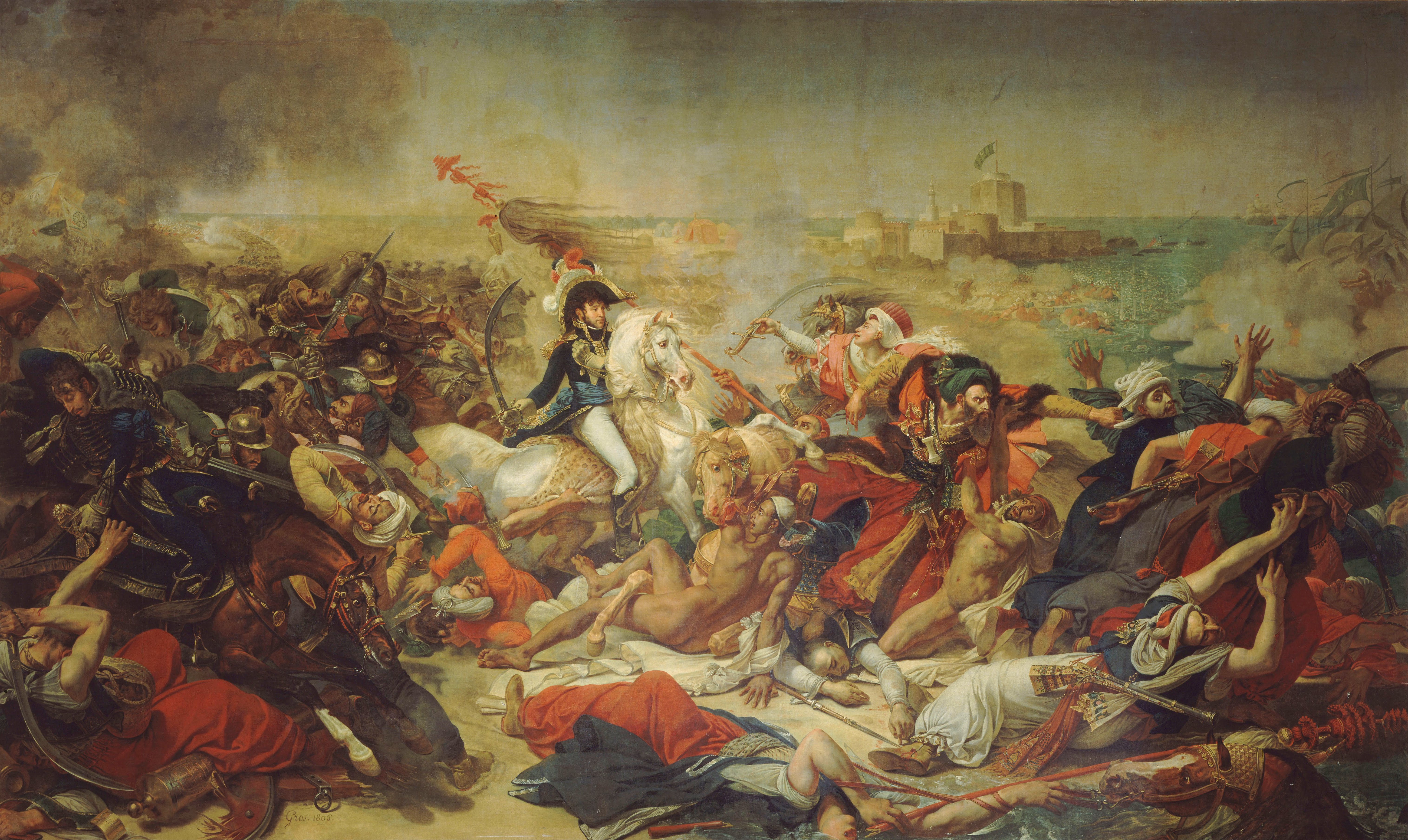
La Bataille d'Aboukir de 1799, tableau d'Antoine-Jean Gros de 1806.

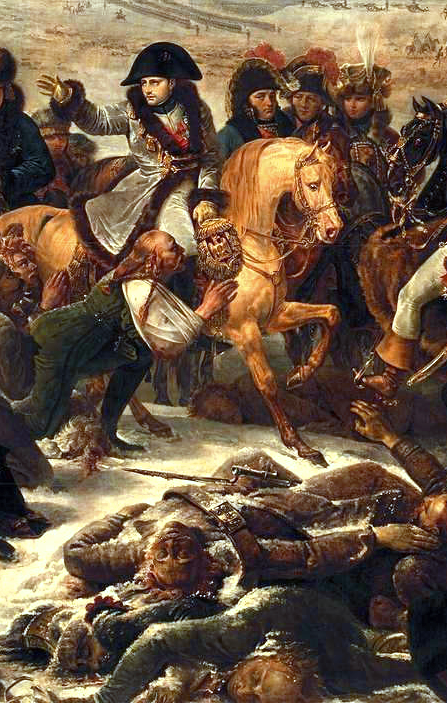
Napoléon à la bataille d'Eylau, de Gros

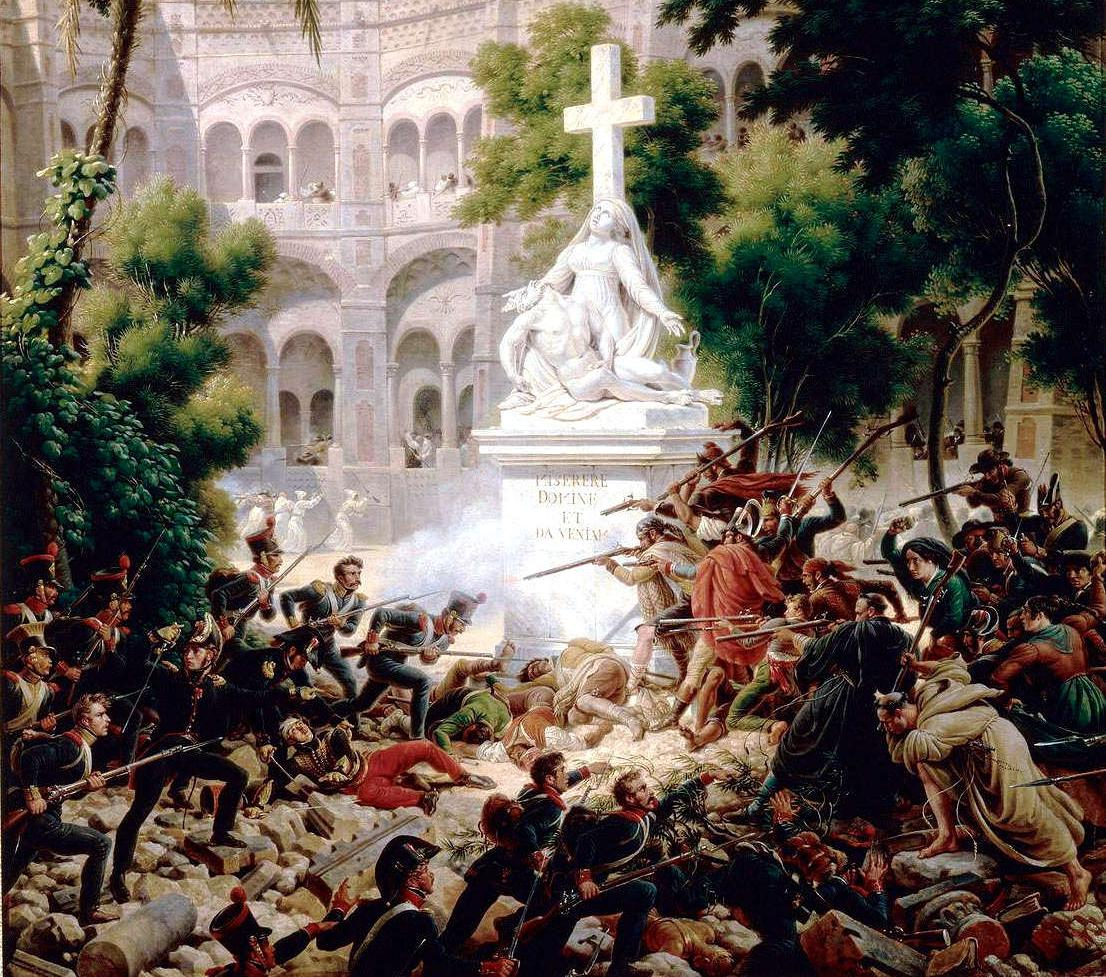
Assaut du monastère de San Engracia, Louis-François Lejeune

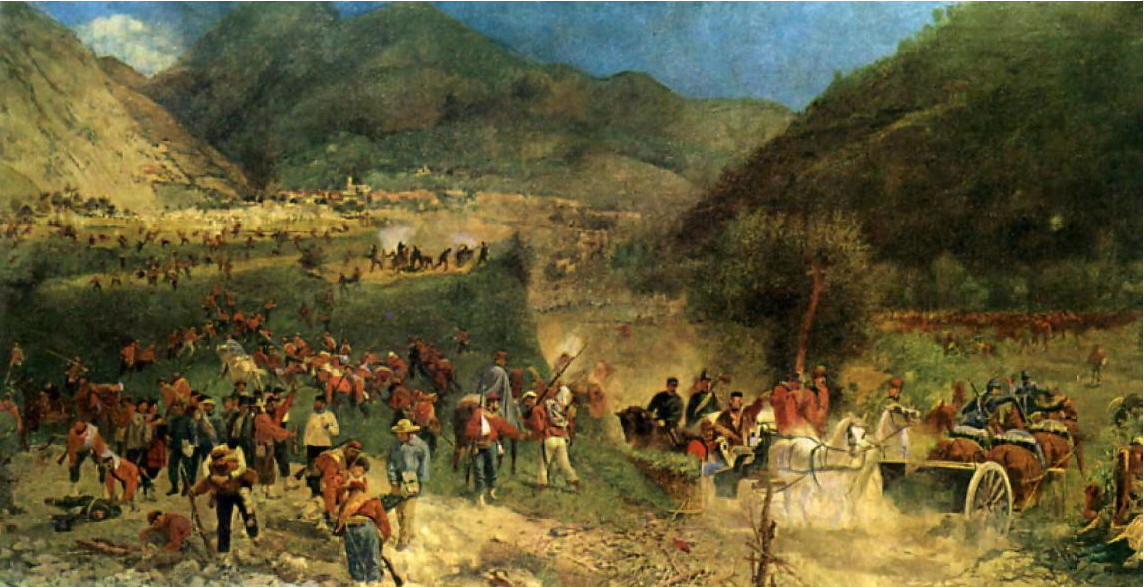
Les troupes garibaldiennes à la bataille de Bezzeca

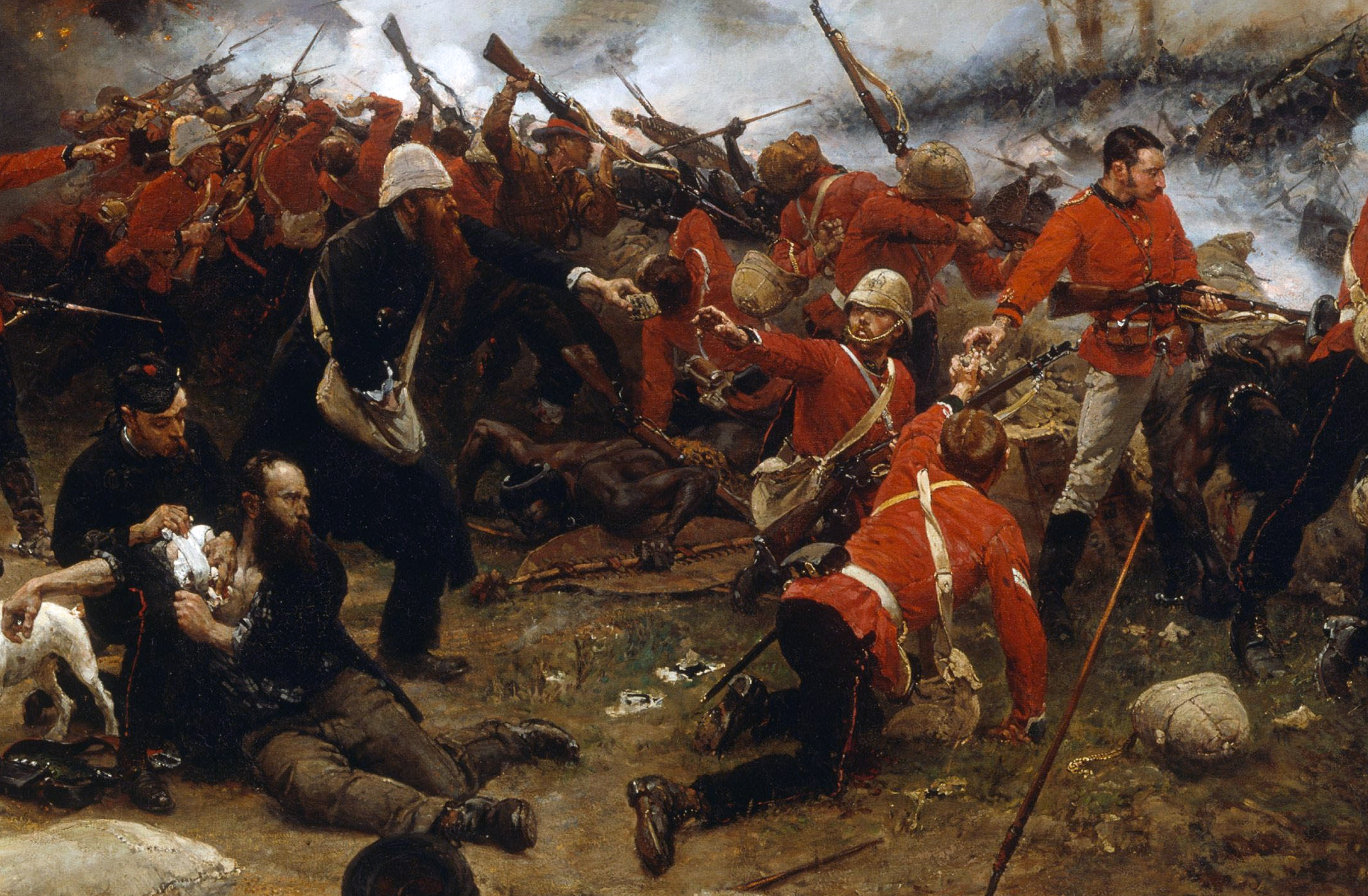
La défense de Rorke's Drift (détail) d'Alphonse-Marie-Adolphe de Neuville

La peinture de bataille est un genre pictural dont le sujet consiste à choisir de représenter des scènes, souvent historiques, de batailles, des épisodes particulièrement significatifs, en propos rapproché isolant  peu de belligérants détaillés sur un espace réduit (peinture de genre), ou en donnant une vue complète du champ de l'affrontement sans permettre de distinguer les combattants en dehors des mouvements des corps d'armée (peinture d'histoire).

## Histoire
Les peintres de l'Antiquité l'ont représentée (Bataille de Marathon sur le pœcile d'Athènes, par Polygnote, des combats de cavalerie et des batailles navales par Nicias). 
Pline rapporte l'existence de tableaux sur la victoire de Massala sur les Carthaginois, de Scipion sur Antiochos, la prise de Carthage...
À la Renaissance italienne, Aniello Falcone est surnommé « l'Oracle des batailles », Francesco Monti « Brescianino delle bataglie », Antonio Tempesta. Le peintre baroque Michelangelo Cerquozzi,  le « Michel-Ange des batailles »
D'autres peintres sans se consacrer exclusivement au genre, peignent également des batailles : Giorgio Vasari (Le Siège de Pise, Palais Pitti), Paolo Ucello (triptyque de La Bataille de San Romano), Piero della Francesca (scènes de La Victoire de Constantin contre Maxence et La Défaite de Chosoroès  du cycle de fresque de La Légende de la vraie croix), Léonard de Vinci (La bataille d'Anghiari), Michel-Ange (La Bataille de Cascina), Salvator Rosa (Bataille, musée de Naples, Combat de cavalerie, Florence), Francesco Simonini, Giulio Romano (La Victoire de Constantin contre Maxence, Vatican)...  
Antonio Tempesta
Les écoles flamandes et allemande ont également leurs peintres de bataille : Jan Cornelisz Vermeyen (La Conquête de Tunis par l'armée de Charles Quint), Van de Velde, Paul Stevens, Peeter Snayers, Robert van Hoeke, Johann Philip Lemke, Hendrik Verschuring, Van der Meulen, Jean van Hugteaburg, Johann Moritz Rugendas, Joachim Brich...
Au XVIIIe siècle Louis-Nicolas van Blarenberghe, Jacques Gamelin, Joseph et Charles Parrocel, Francesco Casanova ou Philippe-Jacques de Loutherbourg s'y consacrent. Certains prennent pour sujet les batailles antiques grecques et romaines (Rollin)

## Quelques peintures
- La Bataille d'Alexandre, peinture d'Albrecht Altdorfer datant de 1529.
- La Victoire des Vénitiens sur les Hongrois, La Conquête de Zadar du Tintoret  pour le Palais des Doges de Venise.
- Le Combat des Hébreux et des Amalécites d'Andrea di Leone, musée Capodimonte de Naples
- La Bataille d’Austerlitz (1810), de François Gérard[1]
- Le Passage du Rhin, d'Adam François Van der Meulen.
- Les Batailles de Louis XV : Prise de Menin, Siège de Fribourg, Siège de Tournai et Siège de Mons de Pierre Lenfant.
- Décor des réfectoires de l'Hôtel des Invalides (1677-1680) : Guerre de Dévolution, Guerre de Hollande, Campagne des Flandres, par les peintres Friquet de Vauroze, Michel II Corneille, Joseph Parrocel[2].
- La Bataille d'Aboukir de 1799, tableau d'Antoine-Jean Gros de 1806.
- La bataille de Reichshoffen du 6 août 1870 (scène générale d'attaque), tableau d'Aimé Morot de 1889, Musée national du Château de Versailles.
- Bivouac après le combat du Bourget du  21 décembre 1870 (scène des difficultés du bivouac) tableau d'Alphonse de Neuville de 1873, Musée d'Orsay
- Siège de Sébastopol (1854), panorama créé en 1909 par Franz Roubaud.
- Aux Eparges, soldats enterrant leurs camarades au clair de lune. Avril 1915. tableau de Georges Paul Leroux[3] 183 cm × 262 cm - musée national du château de Versailles. Dernière peinture d'Histoire à entrer dans les collections du musée[4].
- La Bataille de Nancy, Eugène Delacroix, 1831, Musée des Beaux-Arts de Nancy